# 当て字

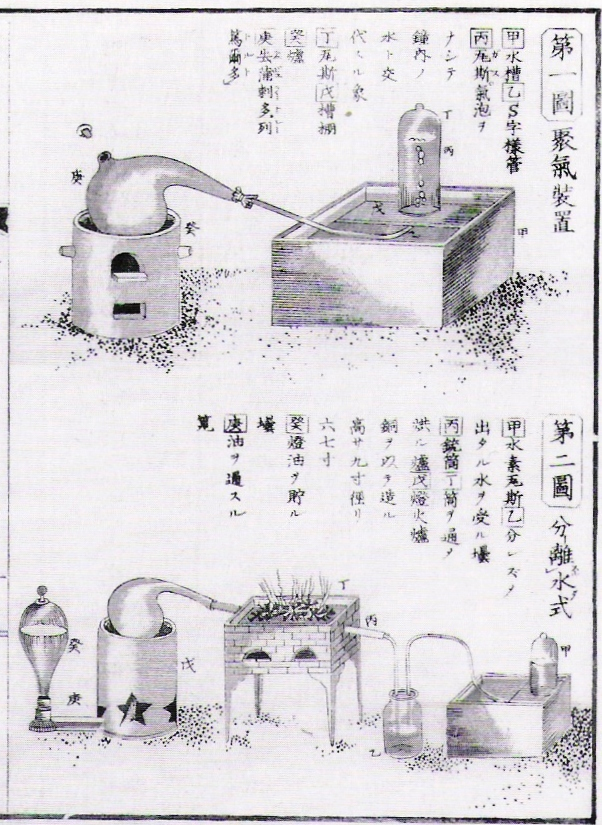
宇田川榕菴が著した「舎密開宗」の化学実験図。ガスなどの外来語には、当て字を使って漢字表記をした上で振り仮名をつけている。

当て字（あてじ、宛字）とは、字の本来の用法を無視して、当座の用のために異なる語の表記に転用した漢字などの文字。字を当てるのではなく、代わりとなる字を充てるので、充て字と表記されることもある。

## 概要

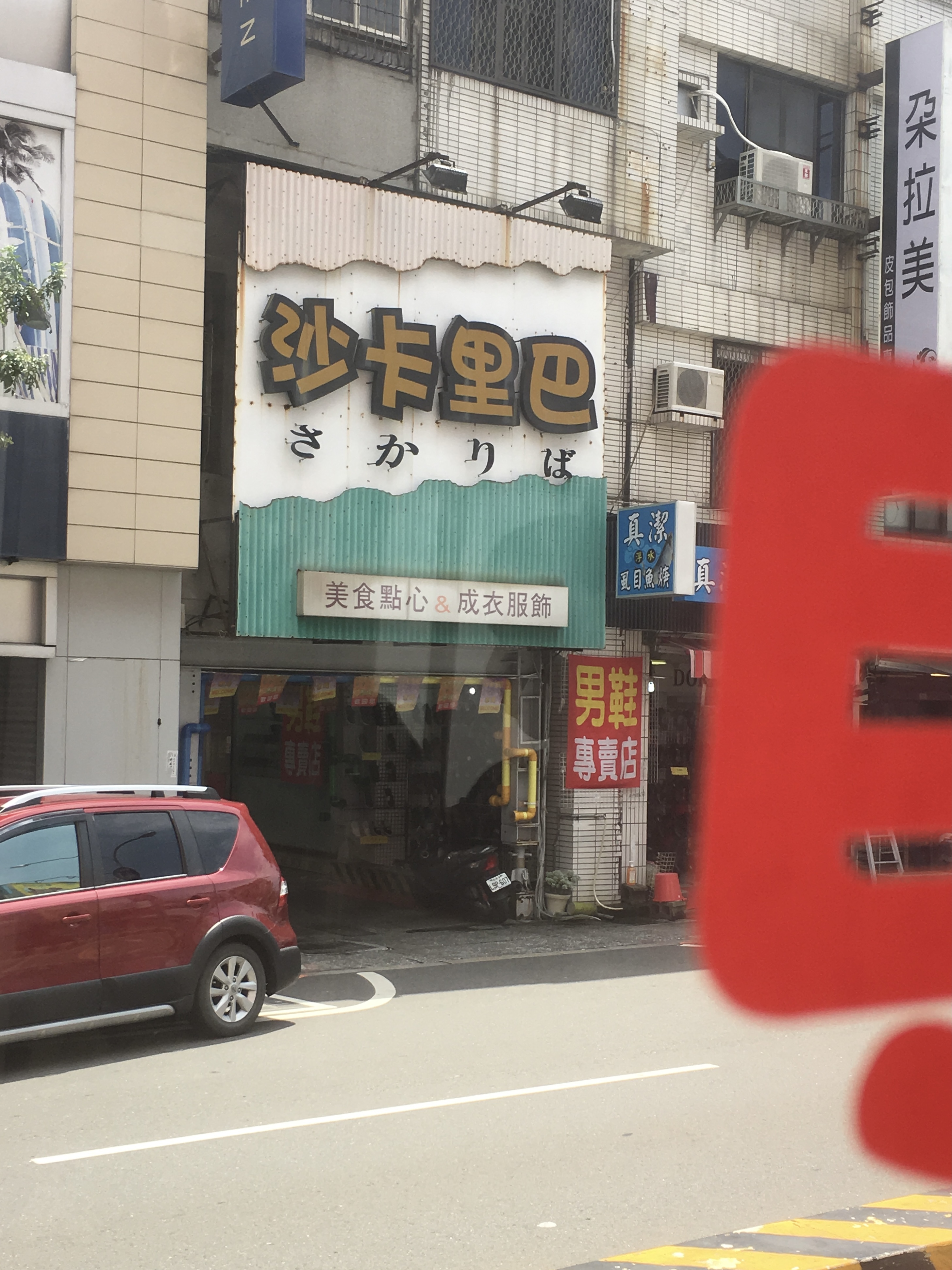
台湾市街地で見られる当て字の例

当て字は、「（当座の）字を当てる」という日本語の表現に由来した概念であり、通例は漢字の転用についていう。具体的には、
- 漢字の字義を無視し、読み方のみを考慮して漢字を当てる場合。狭義にはこれのみを指す。借字ともいう[1]。仮借を参照。
- 漢字の読み方を無視し、字義のみを考慮して漢字を当てる場合。広義にはこれを含む解釈もある。なお六書の「転注」がこれを指すとする学説がある。日本語の熟字訓も含まれる。

の両者をいう。
また、漢字を使う中国などでは、文字の画数が多く煩雑で、正しい書き方が思い出せない場合、同音で簡単に書ける漢字や数字で代用することが行われる。中国語ではこの種の当て字を「白字」（バイズー）と呼ぶが、これも仮借の一種である。
当て字には、『学年別漢字配当表』（教育漢字）や『常用漢字表』に掲載されていない漢字や読みを使うものが多く、その場合、マスコミ等では法令の定めにより使用することを原則として避けている。
前者では、侮蔑・揶揄などの意味で同じ発音で「悪い意味」のある字を使ってできた当て字も存在する（例：国道→酷道）。

## 当て字の例
日本語においては、漢字とかなの混用によって語の切れ目を表示するため、かつては借用語を含め自立語は全て漢字表記する傾向があった。このため、表音文字（かな）で転写できるにもかかわらず、固有名詞の借用語を中心に漢字による当て字の事例が大量に存在する。固有名詞の語形は中国語からの借用が多いが、日本語独自の例も見られる（中国語については中国語における外国固有名詞の表記も参照）。
- 中国語と同形の例：ギリシャ - 「希臘」、メキシコ - 「墨西哥」、キリスト - 基利斯督（基督）など。
- 日本語独自の語形の例：ドイツ - 「独逸」「独乙」（中国語表記は「徳意志」）、ベルギー - 「白耳義」（中国語表記は「比利時」）など。中国語では用いられなくなった形が日本語に残存したものが多い。

また、これとは別に音訓を混用して表記するものもある。
- 日本における音訓混用の語形の例：ウルグアイ - 「宇柳貝」「宇柳具」（前者は当て字の一つ、後者はそれから変化したもの（貝と具の書き誤り））、パラグアイ - 「巴羅貝」など

このほか、自立語に対する当て字の例には以下のようなものがある。
- 型録（）[2]
- 咖喱・咖哩（） - 中国語に準ずる表記であり、日本では1990年代発売のレトルトカレーの商品名で広まったといわれる[3][4][5]。
- 可愛い（）[6]
- 珈琲（） - 宇田川榕菴による当て字[7]。
- 背広（）[6]
- 珍紛漢紛・珍糞漢糞・陳奮翰奮（）[6]
- 出鱈目（）[6]
- 時計（）[6]
- 馬鹿（）[6]
- 滅茶苦茶（）[6]
- 滅多（）[6]
- 目出度い・芽出度い（）[6]
- 矢鱈（）[6][8]

などがある。
また、夏目漱石が、当て字をよく用いていた作家として有名である。
- 瓦楽多（）[9]
- 伽藍堂（）[9]
- 愚図愚図（）[9]
- 頓痴気（）[9]
- 浪漫（）[10]

現在の日本語では、漢字に加えひらがなとカタカナの混用によって語の切れ目を表示するようになり、外来語はカタカナ表記されることが通例になっている。
上記の例からもわかるとおり、漢字の仮借による当て字は、必ずしも字義を無視するとは限らず、特定の意味をもつ字を意図的に選ぶことがある。人名に漢字を当てる場合は特にこの傾向が強い。また逆に、特定の字（自立語的な意味では使われない字が多い）を特定の音を表す当て字用の文字として多く使う（例えば「亜」「阿」 - 「ア」、「斯」 - 「シ」「ス」、「加」 - 「カ」など）ことによって、意味の喚起を抑えようとする用例も見られる。また、当て字の使用が字義に移った例もある（例：「欧」は本来「体を曲げてかがむ」という意味であり、「吐く・もどす」「殴る」「うたう」の意味にも用いられたが、現在ではこれらの用例はほとんどなく、当て字としての「ヨーロッパ」の意味で用いられている）。

### 読みの意味に漢字を当て字した例
古くから漢語に大和言葉が義訓・熟字訓として当てられてきたが、大和言葉から和製漢語が生まれることもあった。例えば、「ものさわがし」に「物騒」、「よりあい」に「寄合」、「よりみち」に「寄道」などである。なお、誤解や漢文方言などの定着、漢語及び日本語の単語の意味の変遷なども合わさって、和語と漢字の対応には曖昧さがあった。
明治から始まる言文一致と文明開化による西洋文化の流入によって、欧文音写したカタカナにその意味から漢字を当て字する例も増えた。借用語を和語として扱い、熟字訓を和魂洋才したものとも言える。例えば、大正においては下記の例などが使われている。
- 接吻（）
- 厨夫（）
- 背景（）
- 覇王樹（）
- 頁（）
- 骨牌（）
- 憂鬱症（）
- 情調（）
- 憂鬱（）
- 郷愁（）
- 衝撃（）
- 異国趣味（）
- 麦酒（）
- 火酒（）
- 小酒杯（）
- 外廊（）
- 露台（）
- 傾斜面（）
- 食卓布（）
- 帷（）
- 喞筒（）
- 緑玉（）
- 白金（）
- 石鹸（）
- 珈琲店（）
- 牛乳（）
- 短艇（）
- 円弧灯（）
- 洋灯（）
- 裁縫機械/裁縫器（）
- 西洋手拭（）
- 絹帽（）
- 羽毛頚巻（）
- 洋杖（）
- 二声楽（）
- 小歌（）
- 愁夜曲（）

また、白話訓読において文脈に合わせてルビを振るのと同じように、和文においても文脈に合わせて当て字が行われていた。例えば、下記などがある。
- 生活（）
- 衰弱（）
- 爆発（）
- 灯火（）
- 洋書（）
- 懐中時計（）
- 墳墓（）
- 肥満女（）
- 西洋操人形（）
- 物語（）
- 並木道（）
- 北極光（）
- 湯沸（）

なお近年においても、創作物における名称や、いわゆるキラキラネームにもしばしば難解な当て字は用いられている（例：漫画作品の題を『とある科学の超電磁砲（とあるかがくのレールガン）』と読ませるなど）。